# 酒井胤敏
酒井 胤敏（さかい たねとし、？－天正5年2月20日（1577年3月9日））は、戦国時代から安土桃山時代にかけての武将。上総国東金城（現在の千葉県東金市）城主。当初は敏房（としふさ）と称していたが、（下総）原氏から一字を与えられ、改名したとみられている。

## 経歴
初めは千葉氏の重臣として従い、小弓城の原胤清の指揮下にあったが、千葉氏が北条氏の影響下に入ると北条氏の他国衆に編入され各地で転戦した。永禄4年（1561年）の正木時茂の侵攻に際しては東金城を攻め落とされて降伏し、武射郡椎崎城（現在の山武市）に移って同年の上杉謙信による関東出兵ではこれに従う。だが、後に北条方に復帰して永禄7年（1564年）の第二次国府台合戦では北条方として活躍して東金城に復帰した。先の正木氏の侵攻では最後まで抵抗し、第二次国府台合戦では北条氏より忠義を疑われて里見氏に寝返った同族の土気城の酒井胤治とはしばしば対立した。永禄年間後期には家督を息子の政辰に譲って、玄哲と称した。